# Punkt stały

Funkcja rzeczywista zmiennej rzeczywistej mająca trzy punkty stałe

Punkt stały odwzorowania pewnego zbioru w siebie – argument funkcji, dla którego jej wartość jest mu równa. Formalnie: jeśli {\displaystyle X} jest zbiorem, a {\displaystyle f\colon X\to X} funkcją na nim, to jej punktem stałym jest każdy element {\displaystyle x\in X} spełniający równanie:
{\displaystyle f(x)=x.}
Nie musi to być punkt w sensie geometrycznym; punktem stałym może być liczba, wektor, ciąg, macierz, inna funkcja, figura lub inny zbiór. Ogół wszystkich punktów stałych danej funkcji oznacza się:
{\displaystyle \operatorname {Fix} (f):=\{x\in X\colon \;f(x)=x\}.}
W różnych dziedzinach matematyki jak algebra, analiza czy topologia udowodniono twierdzenia o punkcie stałym gwarantujące istnienie takich argumentów dla pewnych typów funkcji. Tak powstała cała dyscyplina poświęcona tego typu zagadnieniom: teoria punktu stałego.
Istnieją uogólnienia tego pojęcia jak:
- punkt okresowy definiowany dla dowolnej funkcji wewnątrz zbioru;
- wektor własny określony dla endomorfizmów liniowych i macierzy kwadratowych.

## Zastosowania
Część zagadnień matematycznych można sprowadzić do poszukiwania punktów stałych. Przykłady to:
- szukanie optymalnych rozwiązań w teorii gier (zastosowania w ekonomii),
- istnienie rozwiązań pewnych równań różniczkowych,
- szukanie punktów stałych odwzorowań zbiorów częściowo uporządkowanych (zastosowania w informatyce)
- pewne zagadnienia teorii układów dynamicznych i teorii chaosu.

Także rozwiązywanie układu równań, np. liczbowych, sprowadza się do szukania punktu stałego pewnej funkcji. Dokładniej, niech {\displaystyle X} będzie przestrzenią liniową (np. {\displaystyle \mathbb {R} ^{n}} lub {\displaystyle \mathbb {C} ^{n}}) oraz {\displaystyle F\colon X\to X.} Punkt {\displaystyle x\in X} jest rozwiązaniem równania {\displaystyle F(x)=0} wtedy i tylko wtedy, gdy jest punktem stałym odwzorowania {\displaystyle f={\mbox{id}}-F.}